# Хергиани, Михаил Виссарионович
Михаи́л (Чхумлиан, Чхвимлиан, Чхвимлид) Виссарио́нович Хергиа́ни (23 марта 1932, Местиа, Грузия — 4 июля 1969, вершина Суальто, Италия, при восхождении) — советский спортсмен-альпинист, семикратный чемпион СССР. Мастер спорта СССР (1956), заслуженный мастер спорта СССР (1963), кавалер ордена «Знак Почёта» за выдающиеся спортивные достижения.

## Биография
Михаил Хергиани был сыном одного из первых альпинистов Сванетии Виссариона Хергиани, покорителя Ушбы в 1937 году. Его дядя и двоюродный брат — также альпинисты.
Детство и юность Чхумлиан провёл в Сванетии. С детства слушал рассказы о восхождениях, бродил по окрестным горам, лазил по скалам, занимался горными лыжами и национальной борьбой.
О своём имени Хергиани говорил:

У меня … три имени. Настоящее моё имя Чхумлиан. Так назвали меня при крещении в честь одного нашего далекого предка. Второе моё имя — Минан, так называют меня дома отец, братья, сестры, самые близкие родственники. И третье моё имя русское — Михаил. Мишей, Михаилом окрестили меня впервые в школе инструкторов альпинизма, не могли выговорить — Чхумлиан. А теперь у меня и в паспорте написано: «Михаил Хергиани».

В 1950 году окончил 9 классов общеобразовательной школы, в 1951 — Школу инструкторов альпинизма ВЦСПС. В 1952—1956 годах работал инструктором в альплагере «Металлург» (ущелье Адыр-су). С 1956 года — начальник спасотряда альплагеря «Спартак» (ущелье Шхельда).

### Гибель
Михаил Хергиани погиб при попытке рекордного восхождения на 700-метровую стену горы Суальто (горный массив Чиветта) в итальянских Доломитовых Альпах.
Летом 1969 года группа советских альпинистов отправилась в Итальянские Альпы для совершения ряда эффектных восхождений, планируя завершить их подъемом на гору Су-Альто со стороны Аллеге. На последний маршрут вместе с Хергиани отправился москвич Вячеслав Онищенко. Шедший первым Хергиани был сбит со стены внезапным камнепадом. Онищенко, находившийся за перегибом, не видел момента срыва, но услышал грохот и крик, приготовился к рывку. Рывок был, но тут же веревка ослабла: её перебили камни того же обвала.
В общей сложности Хергиани пролетел по кулуару около 600 метров и погиб. Альпинист был похоронен в родном посёлке Местиа в Грузии.

## Достижения и награды
- 1946 год — получил значок «Альпинист СССР».
- 1952 год — выполнил нормы II разряда по альпинизму и стал чемпионом ВЦСПС по скалолазанию.
- 1956 год — мастер спорта СССР. Чемпион СССР за первопрохождение северной стены Тютю-баши (вместе с Ю. Мурзаевым, Л. Заниловым и А. Синьковским).
- 1957 год — 3-е место на чемпионате СССР за первопрохождение северо-западной стены Донгуз-Оруна в двойке с Иосифом Кахиани.
- 1963 год — заслуженный мастер спорта СССР.
- 1964 год — чемпион СССР, Ушба по зеркалам (в составе группы: Миша Хергиани (двоюродный брат), Шалико Маргиани, Джумбер Кахиани, Гиви Цередиани и Джокия Гугава).
- 1966 год — орден «Знак Почёта» за выдающиеся спортивные достижения.

Всего Михаил Хергиани семь раз становился чемпионом СССР по скалолазанию. За своё умение с невероятной быстротой проходить сложные скальные маршруты получил от английских альпинистов прозвище «Тигр скал».

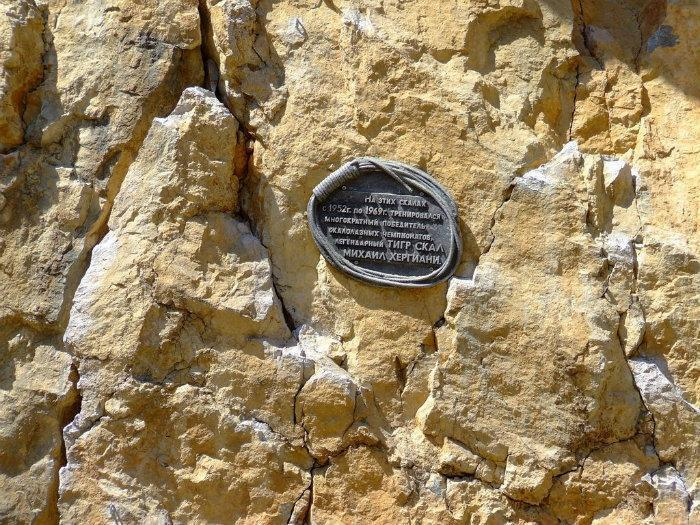
Мемориальная табличка М. В. Хергиани в Никитской расселине

## Память
- В 1971 году учреждён приз имени Хергиани по скалолазанию.
- В его честь названа Скала Хергиани в Крыму, служившая местом проведения ряда соревнований по скалолазанию; вершина в Туркестанском хребте на Памиро-Алае; альпинистский сектор[2] и маршрут[3] во Врачанском массиве в Болгарии.
- Мемориальные доски установлены в альплагере «Шхельда», на горе Крестовой под Ялтой, на скале в поселке Никита (Крым), на вершине Су-Альто.
- Владимир Высоцкий посвятил ему песню «К вершине (Памяти Михаила Хергиани)» («Ты идёшь по кромке ледника…»); также стихи о Хергиани написаны Юрием Визбором («Памяти Михаила Хергиани»), Евгением Евтушенко («Верёвка Хергиани»).
- В песне Юрия Визбора «Третий полюс» есть строка «там слышен голос Миши Хергиани».
- Олег Куваев посвятил памяти Михаила Хергиани рассказ «Устремляясь в гибельные выси».
- В Местии каждое лето проходил «день Миши» — праздники, посвящённые Хергиани.
- В 1985 году в родном доме Хергиани в Местии организован его мемориальный Дом-музей.
- В 1987 году Международный центр малых планет при Смитсоновской обсерватории в США по предложению первооткрывателя, советского астронома Н. С. Черных, назвал именем Хергиани малую планету (3234 в каталоге малых планет), находящуюся в кольце астероидов между орбитами Марса и Юпитера[4].
- Под стеной Суальто рядом с приютом Тисси итальянскими альпинистами поставлен памятник Михаилу Хергиани. [источник не указан 2401 день]

### Книги
- Кузнецов А. «Внизу Сванетия». — 1969[5][6]
- Олег Куваев в 1970 году написал рассказ «Устремляясь в гибельные выси». В его основе — личное знакомство автора с М. В. Хергиани и И. Г. Кахиани.
- Бурлаков Ю. «Восходитель». — М.: Физкультура и спорт, 1979 (Серия «Сердца, отданные спорту»)
- Берман А. «Среди стихий». — М.: Физкультура и спорт, 1983.[7]
- Мирон Хергиани. «Тигр скал». — М.: Советский писатель, 1989[8][9]
- Симонов Е. В горах мое сердце. Приключенческие повести. — М.: Детская литература,1974. — 304 с. — (Глава «Вдохни вершин сияние».)